# Fredeburger Land
Fredeburger Land ist eine Landschaftsbezeichnung für  eine Region bei Bad Fredeburg im Sauerland westlich des Rothaargebirges.
Im Süden befinden sich die Saalhauser Berge. Das Fredeburger Land stößt auch an die Stadt Schmallenberg.
Die Bezeichnung Fredeburger Land darf nicht mit dem Begriff Land Fredeburg verwechselt werden, denn dabei handelt es sich um eine Vorläuferbezeichnung des späteren Amtes Fredeburg.
Der Begriff wird auch von einigen Einrichtungen benutzt, zum Beispiel von der Katholischen Kirche, wo es einen „Pastoralverbund Fredeburger Land“ gibt. Der Sauerländische Gebirgsverein (SGV) betreibt die Hunau-Wanderhütte im Fredeburger Land. Auch im Tourismus spielt die Bezeichnung Fredeburger Land eine Rolle, so benutzen Hotels und Pensionen ebenfalls  den Ausdruck.